# マンアフターマン
『マン・アフター・マン』（マン・アフター・マン　未来の人類学、原題: Man After Man: An Anthropology of the Future ）は、スコットランドの地質学者でサイエンスライターである、ドゥーガル・ディクソン（Dougal Dixon）の著作である。
5000万年後の地球の生態系を描いた『アフターマン』、6500万年前に滅亡せずに進化を続けた恐竜を扱った『新恐竜』に続き、今作では500万年後の人類の姿を描写している。

## 作品概要
テーマは副題にあるように「未来の人類学」であり、意識や制度においてのみならず、身体そのものが自然環境に対して適応を果たした人類たちの姿を図像と共に記述してゆく形式をとる。ただし『アフターマン』や『新恐竜』と異なり、解説と図が必ずしも一対一で対応している訳ではなく、また人類以外の未来の動物についての記述は人類たちの捕食対象となる鳥や小さな哺乳類、無脊椎動物などが若干登場するのみで、未来の環境に適応した固有の動物名が出ることはない。
著者のドゥーガル・ディクソンにより生み出された本作は、500万年後の人類の姿を描写したもので、現代人類とは似ても似つかぬ未来の人類の末路がグロテスクなイラストとともに描写されている。今から200年後、人類の自然破壊により地球は生物が住むには（とりわけ人類には）過酷な状態となっていた。その過酷な状況に打ち勝つべく、ある者は遺伝子工学を駆使し自然を支配しようとし、またある者は地球を捨て宇宙に自分達の未来を求め、さらにまたある者は自然と共に生きることこそが唯一の道と信じ原始人のような暮らしを選択した。同じ人類でありながら別々の道を歩み、それがさらに500年後、1000年後、1万年後、10万年後、500万年後と想像も絶する時を越え、それぞれがそれぞれの進化を遂げたとき彼らはどのような生物になっているだろうか、というようなことを著者が想像し可能性を追求して綴った作品である。

## 作中における人類と地球環境
過去の2作品はいずれも人類の不在を前提としていたが、今作で描かれるのは衰退を続ける人類文明と、最後の手段として遺伝子工学によって自らを生態系に適合するよう作り変える人類、そしてその後の時代を生きる人類の末裔たちである。概論に続く第一部では人類の誕生と文明の成熟までが簡潔に述べられ、続く第二部において本題が開始される。どちらの部も単一の時代を扱った前2作と異なり、複数の時代に分けて人類に生じた変化を追っていく形式を取り、またほぼ全てがその種族の個人の視点で語られていく。
複雑に変化していく自然環境の中で、同じ種の人間でも時代に合わせて様々な適応を試みていくので、別の時代で同じ種に起きた変化が語られることも多々ある。
各時代の人類やその末裔たちの詳細についてはマンアフターマンの生物一覧を参照。

## 製作
ディクソンは本書以前に、5000万年後の地球とそこに生きる生物群を描いた『アフターマン』（1981年）を執筆している。彼は『マンアフターマン』の製作にあたって、人口過多や食糧不足により文明崩壊の危機に陥った人類が『アフターマン』と同一の5000万年後の世界にタイムトラベルし、そこで文明を再構築する物語を構想していた。『アフターマン』の世界で人類に再び環境破壊を繰り返させることで、彼は自ら創作した『アフターマン』の世界を破壊するつもりでいた。この構想はキャンセルされたが、人類が崩壊する地球環境から脱出して別の場所で自然破壊を繰り返すというコンセプトは、後の彼の小説『グリーンワールド』（2010年）に引き継がれることとなる。

## 刊行状況
日本語版は長らく、同じ著者の手による『アフターマン』と『新恐竜』は『フューチャー・イズ・ワイルド』と同様の装丁でダイヤモンド社から、後に児童書の体裁で学研から復刊されているのに対し、本作はされていなかったが、2025年、著者の意向により「300万年後の人類」と遺伝子工学に関する情報が削減された状態で復刊された。

## 日本語版
- ISBN 4872331192（太田出版、訳：城田安幸）

- 『マンアフターマンre edition』 ISBN 978-4-7783-1927-4　（太田出版、訳：城田安幸）